# UEFA 유로 1988
1988년 UEFA 유럽 축구 선수권 대회(독일어: Fußball-Europameisterschaft 1988) 또는 UEFA 유로 1988(UEFA Euro 1988)은 서독에서 1988년 6월 10일부터 6월 25일까지 진행된 UEFA의 주관으로 4년마다 열리는 UEFA 유럽 축구 선수권 대회의 8번째 본선이다.
이 대회에서 네덜란드가 처음이자 지금까지는 마지막으로 유럽 정상에 올랐다. UEFA 유로 1988은 주요 축구 대회에서 드물게도 퇴장당한 선수나, 무득점 무승부 경기가 없는 대회이며, 모든 토너먼트전 경기가 정규 시간 안에 승부가 났다.

## 개최지 선정
서독은 UEFA 유로 1988 개최국을 선정하기 위한 투표에서 5표를 기록하면서 UEFA 유로 1988 개최국으로 선정되었다. 노르웨이-스웨덴-덴마크 3개국의 공동 개최안, 잉글랜드 단독 개최안은 각각 1표씩을 기록하는 데에 그쳤다.
동구권 국가들은 서베를린이 서독의 일부임을 부인했기 때문에, 독일 축구 협회는 서베를린에서 대회를 개최하려던 계획을 포기하였다. 이로써 UEFA 소속의 동구권 국가들이 참가할 수 있었다. 그러나, 1974년 FIFA 월드컵에서는 서베를린도 3경기를 개최했었다.
그 대신에, 베를린 올림피아슈타디온은 4개국 대회를 1988년에 주최하였고, 서독은 소비에트 연방, 아르헨티나, 그리고 스웨덴과 친선 대회를 치렀다.

## 대회 요약

### 조별 리그
A조는 대회 전부터 우승 후보로 분류된 서독과 이탈리아가 스페인과 덴마크와 함께 편성되어 있었다. 이탈리아는 개최국으로 참가하였으며, 서독이 우승을 거둔 1980년 대회 이후 처음으로 대회에 참가하였다. 스페인과 덴마크는 전 대회의 준결승 2차전에서 맞뭍었었다. 스페인은 이 경기에서 승부차기로 이겼으나, 1988년 대회에서 본선 진출에 실패한 개최국 프랑스와의 결승전에서 패하였다.
서독과 이탈리아는 개막전에서 경합하였다. 이 경기는 접전이었다. 로베르토 만치니는 좌측 수비 실책으로 잡은 기회를 이용해 넣기 힘든 각도에 차서 서독 골문을 갈랐다. 그로부터 3분 후, 왈테르 첸가는 골킥을 차는 과정에서 공을 쥔채 페널티 에어리어 밖으로 나가는 실수를 저질렀다. 이어지는 프리킥은 안드레아스 브레메의 득점으로 이어졌는데, 그의 프리킥은 벽 아래로 침투하여 골망을 갈랐다. 양 팀은 경기를 1-1 무승부로 끝냈다.
스페인은 덴마크를 또다시 제압했는데, 이번에는 3-2의 결과가 나왔다. 미첼이 5분만에 선제골을 기록한 뒤 미카엘 라우드루프가 20분 뒤 경기를 원점으로 되돌렸다. 스페인은 이어지는 60분간 경기를 지배하였고, 에밀리오 부트라게뇨와 라파엘 고르디요가 연달아 득점에 성공하며 스페인이 3-1 리드를 잡았다. 플레밍 포울센의 막판 만회골로 덴마크는 한 점차로 따라붙었으나, 덴마크가 다시 동률을 이루기에는 시간이 부족하였고, 이후 준결승전 진출을 위해 남은 두경기에서 반드시 이겨야만 했다.
서독은 덴마크와 스페인을 상대로한 남은 두 경기에서 모두 무난히 승리를 거두었다. 위르겐 클린스만과 올라프 톤의 릴레이골에 힘입어 덴마크전에서 2-0으로 이겼고, 스페인전에서는 루디 푈러가 멀티골을 기록해 2-0 승리를 견인했다. 두번째 득점은 인상적이었는데, 로타어 마테우스가 스페인 페널티 박스를 향해 36미터를 질주하다가 쇄도하는 푈러에게 발뒤꿈치로 패스하였고, 푈러는 공을 잡아 바깥쪽 발로 슛을 날려 골망 구석으로 집어넣었다.
이탈리아는 잔루카 비알리가 73분에 낮은 슛으로 터뜨린 결승골에 힘입어 스페인에 1-0 신승을 거두었다. 이미 탈락을 확정지은 덴마크와의 최종전에서, 이탈리아는 2-0 완승을 거두었다.
B조에서는 몇 차례의 이변이 발생하였다. 1차전에서 우승 후보들 중 하나로 분류된 잉글랜드가 아일랜드에게 0-1로 패하였다. 레이 호턴은 잉글랜드 수비가 크로스를 잘못 걷어낸지 6분만에 결승 헤딩골을 넣었다. 잉글랜드는 경기가 진행되면서 압박을 받았다. 의외로 둔한 움직임을 보인 게리 리네커는 수 차례 득점기회를 놓치고 골대를 강타하였다. 다른 1차전 경기에서는 소비에트 연방이 바실 라츠의 1-0 결승골로, 경기 내내 그들을 괴롭힌 네덜란드를 상대로 1승을 챙겼다.
2차전에서 네덜란드와 잉글랜드는 모두 1승이 절실한 상황에 뒤셀도르프에서 격돌하였다. 잉글랜드는 리네커가 골대를 강타하고, 글렌 호들이 프리킥으로 골대를 치면서 일찍이 경기를 지배하였다. 테리 버처의 부재로 약화된 잉글랜드 수비진은 44분에 마르코 판 바스턴에게 선제골을 헌납하였다. 판 바스턴은 버처 대신해 출전한 토니 애덤스를 따돌리고 국가대표팀 100번째 경기를 치른 피터 쉴턴을 돌파하여 전반전을 앞두고 1-0 리드를 가져왔다. 잉글랜드는 후반전에 돌입하면서 진영을 정비하였다. 53분, 리네커와 브라이언 롭슨이 두 차례의 패스를 교환한 후 롭슨이 박스 안으로 침투하여 한스 판 브뢰켈런을 넘기는 슛을 쏘았다. 판 마스턴은 71분에 토니 아담스를 또다시 따돌리고 16미터에서 추가골을 넣었다. 4분 후, 그는 코너킥으로 배급된 패스를 근거리에서 마무리해 해트트릭을 완성하였고, 팀의 3-1 승리의 수훈갑이 되었다.
아일랜드와 소비에트 연방은 하노버에서 1-1로 비기면서 선두 자리를 공유하였다. 로니 휠란은 16미터 지점에서 왼발 발리슛으로 선제골을 뽑아냈다. 올레흐 프로타소프는 슛을 낮게 깔아 경기를 원점으로 돌려놓았고, 소비에트 연방은 경기 막판을 지배했으나, 역전골을 넣지 못하였다.
아일랜드를 이겨야 다음 라운드 진출이 가능한 네덜란드는 빔 키프트의 막판 결승골에 힘입어 승리하였다. 경기 9분 종료를 앞두고, 폴 맥그래스가 네덜란드 골문을 때린 후, 키프트는 자신의 경로에 굴절된 공을 헤딩으로 득점하였다. 또다른 B조 최종전 경기에서 소비에트 연방은 잉글랜드를 손쉽게 분쇄했다. 호들의 실책을 세르게이 알레이니코프가 3분만에 골로 연결시켰다. 애덤스가 잉글랜드의 동점골을 넣으면서 역전의 발판을 만들어 냈으나, 전반 종료 전에 올렉시 미하일리첸코가, 경기 막판에 빅토르 파술코가 연속으로 골을 넣으면서 소비에트 연방은 3-1 완승을 거두고 조 1위로 다음 라운드에 진출하였다.

### 준결승전
준결승 1차전 경기는 서독과 네덜란드간의 라이벌 경기였다. 이 경기는 불과 1974년 FIFA 월드컵 결승전 이래 양팀이 맞붙은 3번째 경기였다. 서독은 네덜란드를 상대로 1978년 FIFA 월드컵의 2차 조별 리그 경기에서 2-2로 비겼고, UEFA 유로 1980에서는 승리하였다. 경기는 접전으로 진행되었고, 마테우스는 클린스만이 얻은 페널티킥을 성공시키며 55분만에 무득점 침묵을 깼다. 서독은 위르겐 콜러가 판 바스턴을 넘어뜨리기 전까지 이 리드를 20분동안 잡았다. 로날트 쿠만이 페널티킥을 성공시키며 경기를 원점으로 돌려놓았다. 경기가 연장전으로 돌입하기 전, 침투 패스가 서독 진영을 갈랐고, 판 바스턴은 바닥으로 미끄러지면서 골키퍼와 콜러를 제치고 이를 깔끔하게 골로 성공시켰다. 88분에 터진 이 골로 네덜란드는 2-1로 이겼으며, 이는 네덜란드가 독일을 상대로 거둔 첫 주요대회 본선에서의 승리였다. 그러나 승리는 올라프 톤과 유니폼을 교환한 네덜란드 수비수 쿠만이 서독 관중 앞에서 거꾸로 주면서 퇴색되었다. 쿠만은 이후 이 행위를 사과하였다.
준결승 2차전에서 예상 외의 결과가 나왔다. 이탈리아는 강력한 결승전 진출 후보이며 2달 전 소비에트 연방을 4-1로 완파했었다. 경기의 주도권을 잡으며 많은 기회를 살렸으나, 이탈리아는 형편 없는 마무리로 득점하지 못하였고, 강력하고, 강인한 상대는 재능있는 선수들을 거친 태클과 수비 전술로 발을 묶었다. 기민하게 경기를 운영한 소비에트 연방은 후반전에 4차례 역습을 시도해 2차례를 헨나디 리토프첸코와 올레흐 프로타소프가 마무리하였다. 리토프첸코의 첫 시도는 막혔으나, 재빠른 반응으로 프랑코 바레시보다 공에 접근에 리바운드 슛을 반대쪽 구석에 적중시켰다. 프로타소프의 슛은 첸가를 넘기는 호를 그렸고, 이는 2-0 쐐기골이 되었다. 경기 결과에 따라 소비에트 연방은 4번째 UEFA 유럽 축구 선수권 대회 결승전을 치르게 되었다.

### 결승전
6월 25일에 열린 결승전은 소비에트 연방의 마지막 UEFA 유럽 축구 선수권 대회 경기로, 네덜란드와 뮌헨의 올림피아슈타디온에서 격돌하였다. 이 경기의 승자는 네덜란드로, 주장 뤼트 휠리트와 대회 득점왕 마르코 판 바스턴의 연속골로 2-0 완승을 거두었다. 한스 판 브뢰켈런은 이고르 벨라노프의 낮게 찬 페널티킥을 선방하였다. 판 바스턴이 기록한 득점은 UEFA 유럽 축구 선수권 대회의 결승전에 기록된 가장 아름다운 골 중 하나로 묘사된다.

## 예선

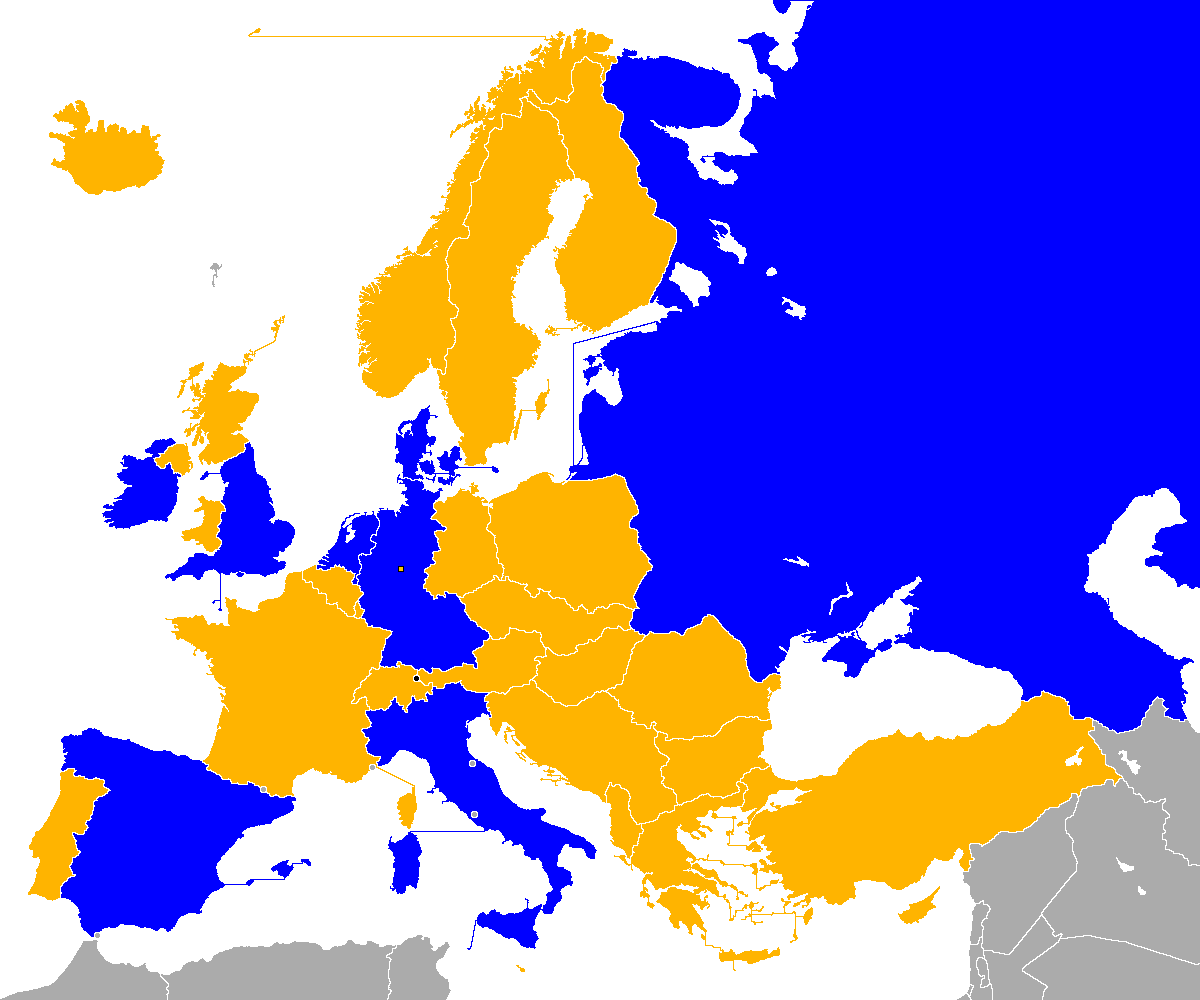
UEFA 유로 1984 본선 진출국

7개국이 예선전을 치르고 본선에 진출하였다. 서독은 개최국 자격으로 본선에 자동 진출하였다. 전 대회 우승팀인 프랑스는 본선행이 좌절되었다. 다음 8개국이 이 대회의 본선에 진출하였다.
| 팀       | 본선 진출 경로 | 본선 진출 날짜   | 과거 출전 대회               |
| -------- | -------------- | ---------------- | ---------------------------- |
| 서독     | 개최국         | 1985년 3월 14일  | 4회 (1972, 1976, 1980, 1984) |
| 덴마크   | 예선 6조 1위   | 1987년 10월 14일 | 2회 (1964, 1984)             |
| 소련     | 예선 3조 1위   | 1987년 10월 28일 | 4회 (1960, 1964, 1968, 1972) |
| 잉글랜드 | 예선 4조 1위   | 1987년 11월 11일 | 2회 (1968, 1980)             |
| 아일랜드 | 예선 7조 1위   | 1987년 11월 11일 | 첫 출전                      |
| 이탈리아 | 예선 2조 1위   | 1987년 11월 14일 | 2회 (1968, 1980)             |
| 네덜란드 | 예선 5조 1위   | 1987년 12월 9일  | 2회 (1976, 1980)             |
| 스페인   | 예선 1조 1위   | 1987년 12월 18일 | 3회 (1964, 1980, 1984)       |

굵은 글씨는 우승한 대회를, 이탤릭체는 개최한 대회를 의미한다.

## 개최 도시 및 경기장
| \| 함부르크 하노버 겔젠키르헨 뒤셀도르프 쾰른 프랑크푸르트암마인 슈투트가르트 뮌헨 \| | \| 함부르크 하노버 겔젠키르헨 뒤셀도르프 쾰른 프랑크푸르트암마인 슈투트가르트 뮌헨 \| | 뮌헨                 | 겔젠키르헨              |
| \| 함부르크 하노버 겔젠키르헨 뒤셀도르프 쾰른 프랑크푸르트암마인 슈투트가르트 뮌헨 \| | \| 함부르크 하노버 겔젠키르헨 뒤셀도르프 쾰른 프랑크푸르트암마인 슈투트가르트 뮌헨 \| | 올림피아슈타디온     | 파르크슈타디온          |
| \| 함부르크 하노버 겔젠키르헨 뒤셀도르프 쾰른 프랑크푸르트암마인 슈투트가르트 뮌헨 \| | \| 함부르크 하노버 겔젠키르헨 뒤셀도르프 쾰른 프랑크푸르트암마인 슈투트가르트 뮌헨 \| | 수용 인원: 69,256명  | 수용 인원: 70,748명     |
| \| 함부르크 하노버 겔젠키르헨 뒤셀도르프 쾰른 프랑크푸르트암마인 슈투트가르트 뮌헨 \| | \| 함부르크 하노버 겔젠키르헨 뒤셀도르프 쾰른 프랑크푸르트암마인 슈투트가르트 뮌헨 \| |                      |                         |
| \| 함부르크 하노버 겔젠키르헨 뒤셀도르프 쾰른 프랑크푸르트암마인 슈투트가르트 뮌헨 \| | \| 함부르크 하노버 겔젠키르헨 뒤셀도르프 쾰른 프랑크푸르트암마인 슈투트가르트 뮌헨 \| | 함부르크             | 프랑크푸르트암마인      |
| \| 함부르크 하노버 겔젠키르헨 뒤셀도르프 쾰른 프랑크푸르트암마인 슈투트가르트 뮌헨 \| | \| 함부르크 하노버 겔젠키르헨 뒤셀도르프 쾰른 프랑크푸르트암마인 슈투트가르트 뮌헨 \| | 폴크스파르크슈타디온 | 발트슈타디온            |
| \| 함부르크 하노버 겔젠키르헨 뒤셀도르프 쾰른 프랑크푸르트암마인 슈투트가르트 뮌헨 \| | \| 함부르크 하노버 겔젠키르헨 뒤셀도르프 쾰른 프랑크푸르트암마인 슈투트가르트 뮌헨 \| | 수용 인원: 61,330명  | 수용 인원: 61,056명     |
| \| 함부르크 하노버 겔젠키르헨 뒤셀도르프 쾰른 프랑크푸르트암마인 슈투트가르트 뮌헨 \| | \| 함부르크 하노버 겔젠키르헨 뒤셀도르프 쾰른 프랑크푸르트암마인 슈투트가르트 뮌헨 \| |                      |                         |
| 뒤셀도르프                                                                            | 하노버                                                                                | 슈투트가르트         | 쾰른                    |
| 라인슈타디온                                                                          | 니더작센슈타디온                                                                      | 네카어슈타디온       | 뮝게르스도르퍼 슈타디온 |
| 수용 인원: 68,400명                                                                   | 수용 인원: 60,366명                                                                   | 수용 인원: 70,705명  | 수용 인원: 60,584명     |
|                                                                                       |                                                                                       |                      |                         |
| 함부르크 하노버 겔젠키르헨 뒤셀도르프 쾰른 프랑크푸르트암마인 슈투트가르트 뮌헨       |                                                                                       |                      |                         |

## 대회 심판
| - 벱 토마스 - 지크프리트 키르셴 - 이오안 이그나 - 알렉시 포네 - 디터 파울리 - 에리크 프레드릭손 - 브루노 갈러 | - 밥 밸런타인 - 에밀리오 소리아노 알라드렌 - 호르스트 브루마이어 - 파올로 카사린 - 키스 해킷 - 조제 호자 두스 산투스 - 미셸 보트로 |

## 조별 리그
- 모든 시간은 CEST (UTC+2) 기준이다.

### A조
| 팀       | 경기 | 승 | 무 | 패 | 득 | 실 | 차 | 승점 |
| -------- | ---- | -- | -- | -- | -- | -- | -- | ---- |
| 서독     | 3    | 2  | 1  | 0  | 5  | 1  | +4 | 5    |
| 이탈리아 | 3    | 2  | 1  | 0  | 4  | 1  | +3 | 5    |
| 스페인   | 3    | 1  | 0  | 2  | 3  | 5  | −2 | 2    |
| 덴마크   | 3    | 0  | 0  | 3  | 2  | 7  | −5 | 0    |

| 서독       | 1 - 1  | 이탈리아   |
| ---------- | ------ | ---------- |
| 브레메 55′ | 리포트 | 만치니 52′ |

| 덴마크                      | 2 - 3  | 스페인                                  |
| --------------------------- | ------ | --------------------------------------- |
| 라우드루프 24′ · 포울센 82′ | 리포트 | 미첼 5′ · 부트라게뇨 52′ · 고르디요 67′ |

| 서독                  | 2 - 0  | 덴마크 |
| --------------------- | ------ | ------ |
| 클린스만 10′ · 톤 85′ | 리포트 |        |

| 이탈리아   | 1 - 0  | 스페인 |
| ---------- | ------ | ------ |
| 비알리 73′ | 리포트 |        |

| 서독          | 2 - 0  | 스페인 |
| ------------- | ------ | ------ |
| 푈러 29′, 51′ | 리포트 |        |

| 이탈리아                         | 2 - 0  | 덴마크 |
| -------------------------------- | ------ | ------ |
| 알토벨리 67′ · 데 아고스티니 87′ | 리포트 |        |

### B조
| 팀       | 경기 | 승 | 무 | 패 | 득 | 실 | 차 | 승점 |
| -------- | ---- | -- | -- | -- | -- | -- | -- | ---- |
| 소련     | 3    | 2  | 1  | 0  | 5  | 2  | +3 | 5    |
| 네덜란드 | 3    | 2  | 0  | 1  | 4  | 2  | +2 | 4    |
| 아일랜드 | 3    | 1  | 1  | 1  | 2  | 2  | 0  | 3    |
| 잉글랜드 | 3    | 0  | 0  | 3  | 2  | 7  | −5 | 0    |

| 잉글랜드 | 0 - 1  | 아일랜드 |
| -------- | ------ | -------- |
|          | 리포트 | 호턴 6′  |

| 네덜란드 | 0 - 1  | 소련     |
| -------- | ------ | -------- |
|          | 리포트 | 라츠 52′ |

| 잉글랜드 | 1 - 3  | 네덜란드                |
| -------- | ------ | ----------------------- |
| 롭슨 53′ | 리포트 | 판 바스턴 44′, 71′, 75′ |

| 아일랜드 | 1 - 1  | 소련           |
| -------- | ------ | -------------- |
| 휠란 38′ | 리포트 | 프로타소프 74′ |

| 잉글랜드   | 1 - 3  | 소련                                            |
| ---------- | ------ | ----------------------------------------------- |
| 애덤스 16′ | 리포트 | 알레이니코프 3′ · 미하일리첸코 28′ · 파술코 73′ |

| 아일랜드 | 0 - 1  | 네덜란드   |
| -------- | ------ | ---------- |
|          | 리포트 | 키프트 82′ |

## 결선 토너먼트
|  | 준결승전                | 준결승전 |                 |   | 결승전 | 결승전 |
|  |                         |          |                 |   |        |        |
|  | 6월 21일 – 함부르크     |          |                 |   |        |        |
|  |                         |          |                 |   |        |        |
|  | 서독                    | 1        |                 |   |        |        |
|  | 서독                    | 1        | 6월 25일 – 뮌헨 |   |        |        |
|  | 네덜란드                | 2        |                 |   |        |        |
|  | 네덜란드                | 2        | 네덜란드        | 2 |        |        |
|  | 6월 22일 – 슈투트가르트 |          | 네덜란드        | 2 |        |        |
|  |                         | 소련     | 0               |   |        |        |
|  | 이탈리아                | 소련     | 0               | 0 |        |        |
|  | 이탈리아                |          |                 | 0 |        |        |
|  | 소련                    | 2        |                 |   |        |        |
|  | 소련                    | 2        |                 |   |        |        |

- 참고로, UEFA 유럽 축구 선수권 대회에서는 3,4위전을 별도로 치르지 않는다.

### 준결승전
| 서독                    | 1 - 2  | 네덜란드                               |
| ----------------------- | ------ | -------------------------------------- |
| 마테우스 55′ (페널티골) | 리포트 | R. 쿠만 74′ (페널티골) · 판 바스턴 88′ |

| 소련                            | 2 - 0  | 이탈리아 |
| ------------------------------- | ------ | -------- |
| 리토프첸코 58′ · 프로타소프 62′ | 리포트 |          |

### 결승전
| 소련 | 0 - 2  | 네덜란드                 |
| ---- | ------ | ------------------------ |
|      | 리포트 | 휠릿 32′ · 판 바스턴 54′ |

## 우승
| UEFA 유로 1988 우승 |
| ------------------- |
| 네덜란드 1번째 우승 |

## 최종 순위

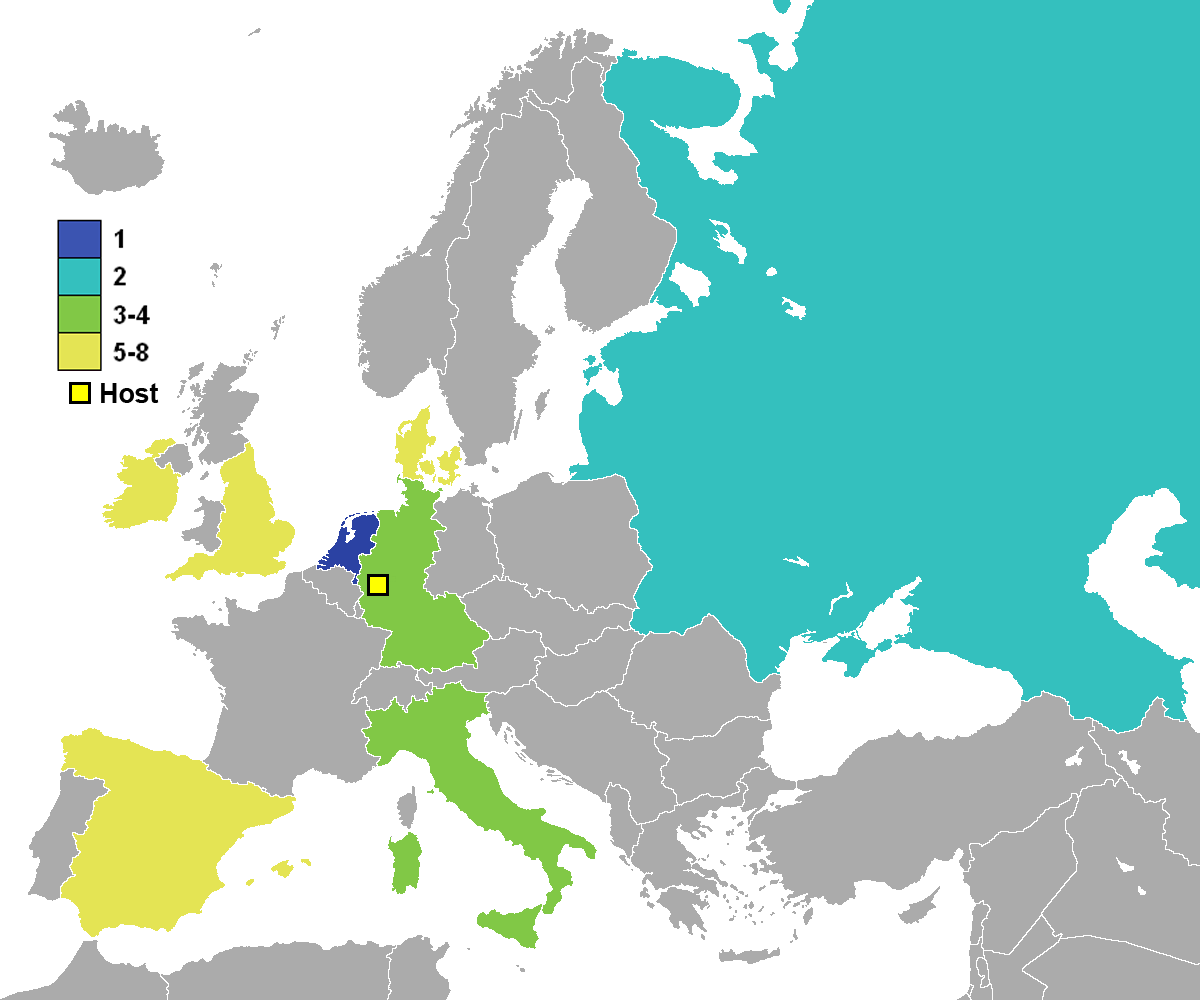
우승
준우승
4강
8강
조별 리그

| 우승 준우승 | 4강 8강 | 조별 리그 |

| 순위 | 팀       | 경기수 | 승 | 무 | 패 | 득 | 실 | 득실차 | 승점 |
| ---- | -------- | ------ | -- | -- | -- | -- | -- | ------ | ---- |
| 1    | 네덜란드 | 5      | 4  | 0  | 1  | 9  | 3  | +6     | 8    |
| 2    | 소련     | 5      | 3  | 1  | 1  | 6  | 4  | +2     | 7    |
| 3    | 서독     | 4      | 2  | 1  | 1  | 6  | 3  | +3     | 5    |
| 4    | 이탈리아 | 4      | 2  | 1  | 1  | 4  | 3  | +1     | 5    |
| 5    | 아일랜드 | 3      | 1  | 1  | 1  | 2  | 2  | 0      | 3    |
| 6    | 스페인   | 3      | 1  | 0  | 2  | 3  | 5  | -2     | 2    |
| 7    | 덴마크   | 3      | 0  | 0  | 3  | 2  | 7  | -5     | 0    |
| 7    | 잉글랜드 | 3      | 0  | 0  | 3  | 2  | 7  | -5     | 0    |

## 기록

### 득점자
5골을 득점한 마르코 판 바스턴이 이 대회 득점왕이 되었다. 28명의 선수가 34골을 득점하였는데, 이 중 자책골은 한골도 없었다.
| 5골 - 마르코 판 바스턴 2골 - 루디 푈러 - 올레흐 프로타소프 1골 - 미카엘 라우드루프 - 플레밍 포울센 - 토니 애덤스 - 브라이언 롭슨 - 안드레아스 브레메 - 위르겐 클린스만 - 로타어 마테우스 - 올라프 톤 | - 알레산드로 알토벨리 - 루이지 데 아고스티니 - 로베르토 만치니 - 잔루카 비알리 - 뤼트 휠릿 - 빔 키프트 - 로날트 쿠만 - 레이 호턴 - 로니 휠란 - 세르게이 알레이니코프 - 헨나디 리토프첸코 - 올렉시 미하일리첸코 - 빅토르 파술코 - 바실리 라츠 - 에밀리오 부트라게뇨 - 라파엘 고르디요 - 미첼 |

### 최단 시간 골
3분
- 세르게이 알레이니코프 (소비에트 연방 vs 잉글랜드 전)

### 수상
UEFA 대회의 팀
| 골키퍼           | 수비수            | 미드필더        | 공격수           |
| 한스 판 브뢰켈런 | 주세페 베르고미   | 주세페 잔니니   | 뤼트 휠릿        |
|                  | 로날트 쿠만       | 로타어 마테우스 | 잔루카 비알리    |
|                  | 프랑크 레이카르트 | 얀 바우터르스   | 마르코 판 바스턴 |
|                  | 파올로 말디니     |                 |                  |